# Jean-François Cuvelier
Jean-François Cuvelier CSsR (* 24. Januar 1882 in Halle, Belgien; † 13. August 1962) war ein belgischer römisch-katholischer Ordensgeistlicher und Apostolischer Vikar von Matadi.

## Leben
Jean-François Cuvelier trat der Ordensgemeinschaft der Redemptoristen bei und legte am 8. Oktober 1900 die Profess ab. Er empfing am 22. September 1906 das Sakrament der Priesterweihe. Am 28. Juni 1929 bestellte ihn Papst Pius XI. zum Apostolischen Präfekten von Matadi.
Am 23. Juli 1930 wurde Jean-François Cuvelier infolge der Erhebung der Apostolischen Präfektur Matadi zum Apostolischen Vikariat erster Apostolischer Vikar von Matadi und Pius XI. ernannte ihn zum Titularbischof von Circesium. Der Präfekt der Kongregation De Propaganda Fide, Wilhelmus Marinus Kardinal van Rossum CSsR, spendete ihm am 24. August desselben Jahres die Bischofsweihe; Mitkonsekratoren waren der Bischof von Namur, Thomas Louis Heylen OPraem, und der Apostolische Vikar von Niangara, Robert Constant Lagae OP.
Jean-François Cuvelier trat im Mai 1938 als Apostolischer Vikar von Matadi zurück.